# + music
「+music」（プラスミュージック）は、毎日放送（MBS）テレビで2018年4月16日から2021年3月23日まで月曜日の24:59 - 25:30（火曜日の0:59 - 1:30）に放送されていた音楽番組である。
番組開始から2020年12月までは、特別編成週を除いて毎週放送。2021年1月以降は、上記の放送枠で毎月第4週に『ハンサムゼミ』をレギュラーで編成することに伴って、月3回ペースの放送へ移行していた。

## 概要
2015年4月24日から2018年3月30日まで毎週木曜日の深夜25時台（金曜日の1時台）に放送されていた『MBS SONG TOWN』を「+music」（2015年から毎日放送がテレビ・ラジオ番組やイベントで展開していた音楽関連のプロジェクト）のフラッグシップ・プログラムにリニューアル。同番組のレギュラー陣から角淳一と三戸なつめが引き続き出演する一方で、放送枠を毎週月曜日の深夜25時台（火曜日の1時台）へ移した。
『MBS SONG TOWN』時代と同じく、スタジオセットの一角にレコードのターンテーブルや楽器（ギターやドラムセットなど）を設置。ただし、セットの色調は『MBS SONG TOWN』に比べて明るく、スタジオ企画では同番組時代にはなかったモニターを使いながら進行していた。また、タイトルロゴの色も、『MBS SONG TOWN』時代の単色（白色）から赤色と青色のグラデーション調に変更。「+music」と連動した他のテレビ番組やイベントでも、当番組の開始を機に、2代目のプロジェクト・ロゴとして使用していた。
番組の開始から2019年3月までは、毎回1組のアーティストが、思い出の楽曲や自身の楽曲を対象にオリジナルのプレイリストを作成。「プレイリストからあなた（視聴者）の生活に音楽をプラス」というコンセプトの下で、そのリストに入れた楽曲にまつわるエピソードと、自身の新曲をスタジオで披露していた。
その一方で、毎日放送が関与する（「+music」名義分を含む）ライブイベント会場へ角・三戸が出向いて収録したインタビューの模様を、ライブのダイジェスト映像とともに放送することもあった。
2018年8月15日には、HYからの依頼を受けて、代表曲の「366日」をテーマに当番組オリジナルのミュージックビデオを撮影。角・三戸や諸見里大介などの出演によるビデオで、同年9月11日に当番組で放送されたほか、放送の直後からHYのYouTube公式チャンネルや「MBS動画イズム」で配信している。
2018年10月2日放送分から、ナレーターを交代。『MBS SONG TOWN』から担当してきた上田琴美に代わって、同番組へたびたび出演していたたこやきレインボーの清井咲希が、2019年6月26日放送分まで担当した。また、「ビクターロック祭り大阪×MBS音祭2018」（2018年10月7日）の会場・大阪城ホールのバックステージで本編を収録した同年11月6日放送分からは、「+Q」（スタジオかVTRで登場する複数のアーティストに共通の質問を投げ掛ける企画）を新設した。
なお、角は2019年3月26日放送分を最後にMCを勇退。同年4月9日放送分からは、ピアニストの清塚信也が、三戸とのコンビでMCを務める。また、「愛」という共通テーマの下に、タイトルロゴや企画を一新。変更後のタイトルロゴは赤一色で、3代目のプロジェクト・ロゴにも使われている。スタジオ企画については、清塚が「愛」（ファンであることを公言）するアーティストをゲストに迎えたうえで、清塚がアーティストとしての魅力に関する技術面からの仮説を披露する（または「特定のテーマの楽曲を5項目から成る独自のチャートで評価した結果を『～BEST5』と称してゲストの前で5位から1位まで順次発表する」という）プレゼン方式に変更。前者のプレゼンについては、「清塚のプレゼンが終わるまでは一言も口を挟まない」という条件をゲストに課したうえで、プレゼンの終了後に仮説の是非を三戸からゲストへ確認する趣向を講じていた。さらに、「+Q」も「自己愛+」（VTRで登場する複数のアーティストへ「自分の愛するところ」をテーマに熱弁を振るわせる企画）に変更している。
2019年7月9日放送分からは、清井に代わって、毎日放送の女性アナウンサー（豊崎由里絵→清水麻椰）がナレーションを担当。2020年3月31日未明（30日深夜）放送分で三戸が降板したことに伴って、『MBS SONG TOWN』時代からのMCが、レギュラー陣から姿を消した。同年4月21日未明（20日深夜）放送分からは、清水を三戸の後任扱いでMC、先輩アナウンサーの松本麻衣子をナレーターに起用。「生活にプラス! 最新エンターテインメント情報」（毎日放送が主催・後援する公演や音楽イベントの最新情報）を松本が伝えたほか、「自己愛+」を「ジマンプラス」（VTRで登場する複数のアーティストへ自慢させる企画）に変更した。
ただし、日本国内で2020年初頭から新型コロナウイルスへの感染が拡大している影響で、毎日放送は4月7日から全番組のスタジオ収録を暫定的に見合わせた。当番組では、4月中は前月までにスタジオで収録した企画を当初の予定に沿って放送。5月以降は、収録を再開するまでの暫定措置として、過去にMBSテレビの番組（当番組や『MBS SONG TOWN』など）でアーティストが歌唱・演奏を披露した際の映像をテーマごとに改めて編集した特別企画で対応していた（清塚は本拠地の東京からリモート方式・清水は一部の企画にのみ毎日放送の本社からそれぞれ出演）。6月16日未明（15日深夜）放送分からスタジオでの収録を再開したが、清塚が上記のリモート出演をしばらく続けたほか、「ジマンプラス」を「MBS +music あしたのために」（「あしたのために」キャンペーンと連動したアーティストからのメッセージ企画）に変更。さらに、「音楽偉人（清塚とは別の場所からリモート方式で出演するゲストアーティスト）の伝記を作ろう」（「プラスミュージック出版から子ども向けの伝記本を出す」という架空の設定でWikipedia上の記述をベースに清塚が質問と解説を重ねながらゲストアーティストの音楽遍歴に迫る企画）を立ち上げた。7月28日未明（27日深夜）の「放送100回スペシャル」（ゲスト：氷川きよし）から、清塚も毎日放送本社でのスタジオ収録に再び参加。以降の収録では、「名曲ドラフト」（ゲストの持ち歌や好きな曲をプロ野球ドラフト会議と同じ要領で清塚とゲストが交互に指名する企画）を随時実施していた。
2021年3月23日放送分で終了。終了までの3ヶ月間は、『ハンサムゼミ』が毎月第4週に組み込まれた関係で、第1 - 3週にのみ放送されていた。ただし、毎日放送グループでは当番組の終了後も、同年9月まで「+ music」名義のプロジェクトを継続していた。
ちなみに最終回では、「『+music』が（視聴者）みんなの心にずっと残って欲しい」という清塚の強い要望で、出演者がスタジオセットでオリジナルのテーマソング作りに取り組んだ模様を放送。清塚のMC就任後の番組関係者（ゲストやスタッフ）から50名が挙げた（当番組に関する）「ワード」を清塚とゲストのK・浜本広晃（テンダラー）・藤崎マーケットが組み合わせた歌詞に、清塚が即興でメロディーを付けたノンタイトルのテーマソングを、Kの歌唱、清水・浜本・藤崎マーケットのバックコーラス、トキ（藤崎マーケット）のラップ、清塚のピアノ伴奏で披露することによって番組を締めくくった。ただし、角と三戸は、放送上一切登場していない。

## 出演者
放送回によっては、アーティストに加えて、テーマと関係の深いお笑い芸人（浜本、アンタッチャブル・柴田英嗣、エハラマサヒロなど）がゲストで登場。2019年の途中からは、藤崎マーケットや見取り図を出演させる機会が多く、清塚から（レパートリーにないネタの披露を突然求められるなど）「無茶振り」を受けるパターンが定着していた。

### MC
歴代の女性MC（三戸→清水）は、テレビ・ラジオを問わず、「+music」キャンペーン対象番組のサウンドロゴに声を当てている。

#### 番組終了時点
- 清塚信也 - 2019年4月9日放送分からレギュラー出演。MCへ起用される前にも、ゲストや後述する特別番組に登場していた。「ならピ! Nara Piano Friends」（三戸の出身地・奈良県内で2013年から年に1回開かれる毎日放送主催のピアノコンサート）にも、2019年の第7回公演からピアニスト・音楽監修・スペシャルMCとして関与。同局では、当番組終了後の2021年4月以降も、『FREE STUDIO』（毎月第2水曜日の未明に放送されるYouTube連動型音楽番組）でMCを務めている。
- 清水麻椰（毎日放送アナウンサー） - 入社1年目の2019年10月18日放送分からナレーターを担当した後に、2020年4月21日放送分からMCに抜擢。「+music」レーベルの番組では、『DJ KO-TAROの+musicレディオ』（MBSラジオ）で、2020年1月4日（土曜日未明）放送分からスタジオアシスタントやアーティストへのインタビュー取材を任されている（番組自体は「+music」プロジェクトの終了後も継続）。ちなみに、同番組は2020年4月から2021年9月まで、放送枠を当番組の直後（毎週火曜日の2:00 - 2:30）に編成。『FREE STUDIO』ではナレーターを務めている。

清塚をMCに起用してからは、オープニングのタイトルムービーに清塚の顔写真を使用。三戸と共演していた時期には2人の顔写真を並べていたが、三戸の降板後は清塚の顔写真だけを組み込んでいた。
「音楽偉人の伝記を作ろう」を放送する場合には、「音楽偉人」（ゲストアーティスト）に関するWikipedia上の記述を清水が朗読。他の企画（「名曲ドラフト」など）では、清水の先輩に当たる男性のスポーツアナウンサーが、スタジオセットの片隅で表情を一切崩さずに朗読や進行へ臨むこともあった。
2020年10・11月には、「サントリー1万人の第九」第38回公演（同年12月6日に大阪城ホールで開催）との連動企画を後半に放送。清塚はこの公演へ出演しないことが当初から決まっていたものの、総指揮の佐渡裕から「旗振り役」（アンバサダー）に任命された川地洋平（清水の後輩アナウンサーで当時は毎日放送への入社1年目）が、公演や関連企画の告知を兼ねて「1万人の第九」に関するクイズ企画をスタジオで進行していた。
2021年の初回（1月12日放送分）では、2020年12月11日にフェスティバルホールで催された「清塚信也 47都道府県ツアー2020『名曲宅配便』～ピアノが奏でる特別な時間～」大阪公演に密着した特別企画を中心に編成。本番を3時間前に控えたステージ・楽屋・バックステージで清水・藤崎マーケットを交えて収録した映像や、本番のダイジェスト映像、清塚が本番のアンコールで藤崎マーケットへ仕掛けたドッキリ企画などを放送した。

#### 過去
いずれも、『MBS SONG TOWN』から続投。
- 角淳一 - 2019年3月にMCを勇退した後も、パネラーとして不定期で出演。
- 三戸なつめ

## スタッフ
◎：『MBS SONG TOWN』から続投
○：担当期間中は毎日放送のアナウンサー
- ナレーション：上田琴美◎（2018年9月25日放送分まで）　→　清井咲希（たこやきレインボー、2018年10月2日 - 2019年6月26日）→　豊崎由里絵○（2019年7月9日  - 9月17日）→　清水麻椰○（2019年10月8日 - 2020年3月31日）→　松本麻衣子[11]○（2020年4月21日 - 2021年3月23日）
- 構成：バーバラよね◎、桝野幸宏◎
- TM：竹本友亮
- TD/SW：喜多良平
- CAM：永間淳也、渋谷徳士
- AUD/MA：田中聖二
- LD：吉田和之
- EED：野畑智樹
- 音効：村川翔太
- 美術：中西勇二
- デザイン：岡久世
- 美術進行：荒井春佳
- タイトル：鵜飼あゆみ、中村由衣
- 編成：中尾智子
- 宣伝：水野愛美
- 技術協力：関西東通、サウンドエースプロダクション、アーチェリープロダクション、放送映画、音選屋、えむき
- 美術協力：毎日舞台、高津商会、エア
- 楽器協力：BRUSHEIGHT
- 制作協力：ウィザードエンタテインメント、デラックスキッズ、クラッチ.、ユーロック、ワイワイワイ、エイティーコーポレーション
- デスク：盛田こずえ、熊谷有希子、鈴木成美
- AD：南後佳範、楠田知佳
- ディレクター：中山真平、永峰修治、近藤和俊、馬場孝行、三浦未来
- 演出：福本くらら
- プロデューサー：宮田大
- 製作著作：MBS

## 放送時間
| 放送対象地域 | 放送局          | 系列    | 放送日時           | 遅れ   | 字幕 | 特記事項                                                                     |
| ------------ | --------------- | ------- | ------------------ | ------ | ---- | ---------------------------------------------------------------------------- |
| 近畿広域圏   | 毎日放送（MBS） | TBS系列 | 月曜 24:59 - 25:30 | 制作局 | ○    | 2021年1月以降は、毎月第4週のみ、『ハンサムゼミ』を編成する関係で放送を休止。 |

## 特別番組

### テレビ
MBSテレビでは、当番組から派生した特別番組として、『オールザッツミュージック』を2018年12月29日の0:10 - 5:00に放送。当番組のMCである角・三戸に加えて、『MBS SONG TOWN』時代の音楽系年末特別番組でもMCを務めていたフットボールアワー（後藤輝基・岩尾望）が司会を担当する一方で、清塚が「音楽解説」、毎日放送新人（2018年入社）アナウンサーの三ツ廣政輝がナレーターを務めた（放送上の角の肩書は「ご意見番」）。
番組タイトルの『オールザッツミュージック』は『オールザッツ漫才』（MBSテレビ年末恒例のお笑い系特別番組）にちなんでいて、MBSテレビが2018年の12月末に3夜連続で編成する『オールザッツ』シリーズ（自社制作で深夜に長時間放送する特別番組）の第1弾と位置付けられている。ただし、生放送の『オールザッツ漫才』と違って、当番組とは別のスタジオで事前に収録された。主なパートは以下の通り。
- 公開収録パート（放送上は名称なし）
  - あるアーティストのファンを公言しているお笑い芸人が、「前説プレゼンター」としてスタジオに登場。1組のアーティストにつき10分間で、そのアーティストの楽曲をいっそう聴きたくなるような前説を披露した後に、当該アーティストが歌唱や演奏を始める構成を採っていた[12]。前説はライブスタートまでのカウントダウン方式で、MC席の前に設置されたボタンを後藤が押すことによって、前説とカウントダウンが始まるようになっていた。
  - 実際には、1:30 - 2:00に『全国高校ラグビーハイライト』（MBSテレビ制作）を編成した関係で、同番組をはさんでの2部構成で前半に放送。角・フットボールアワー・清塚は、放送上オープニング・エンディングとこのパートにのみ出演した。
  - 出演アーティストと「前説プレゼンター」の組み合わせは以下の通り。「音楽解説」の清塚は、キーボードによる実演を交えながら、「前説」中に音楽的な観点から解説をはさんでいた。
    - スキマスイッチ×たむらけんじ
    - DA PUMP×エハラマサヒロ
    - Little Glee Monster×チャンカワイ（Wエンジン）
    - HY×アントニー（マテンロウ）
- 「オールザッツ　リクエストライブ」
  - あるアーティストの熱狂的なファンを自認するアーティストやお笑い芸人（ファン代表）からのリクエストに沿って、当該アーティストがパフォーマンスを披露した。出演アーティストと「ファン代表」（★印の人物はVTRコメントで出演）の組み合わせは以下の通りで、三戸が単独でMCを担当。
    - B.B.クィーンズ（坪倉唯子・近藤房之助）×三戸なつめ・Dream Ami
    - モーニング娘。’18×浜本広晃（テンダラー）
    - chay×誠子（尼神インター）★
    - Dream Ami×横澤夏子★
- 「オールザッツ　ネクストアーティスト」
  - 今後のブレイクが期待される以下のアーティストのパフォーマンスを、三戸の進行で放送した。
    - ベリーグッドマン
    - 鈴木愛理
    - 坂口有望
    - フェアリーズ

上記のパートの合間には、『MUSIC EDGE』（『MBS SONG TOWN』の前身番組）時代に毎日放送の本社（大阪市北区茶屋町）や関西地方の各地で収録したロケVTRから、若き日のスキマスイッチ・いきものがかり・秦基博などが出演した貴重な映像を放送。「平成ベストソング
Hey!きかSay!」（MBSテレビの『ちちんぷいぷい』で2018年5月から月に1回放送されている「+music」キャンペーンとの連動企画）のうち、アンケートによるベスト10方式で「ベストソング」に選ばれた平成時代リリースの楽曲をアーティストが生中継で歌ったシーンの映像も流した。
ちなみに、『オールザッツミュージック』収録後のスタジオでは、角・三戸およびモーニング娘。'18のメンバーに「モーニング娘。ヒストリープレゼンター」の濱家隆一（かまいたち）を加えて当番組の2018年最終回（12月18日放送分「モーニング娘。結成20周年特集」）を収録した。

### ラジオ
MBSラジオでは2019年1月1日の17:45 - 21:55に、新春特別番組として『MBS +music presents オールザッツミュージックレディオ』を編成。上記の『オールザッツミュージック』に出演した12組のアーティストのライブ収録音源を、モーニング娘。OGの飯窪春菜と、同番組にも出演したモーニング娘。（放送時点のグループ名は「モーニング娘。'19」）現役メンバーの石田亜佑美・横山玲奈・森戸知沙希が紹介した。